# Miraval-Cabardes
Miraval-Cabardes är en kommun i departementet Aude i regionen Occitanien  i södra Frankrike. Kommunen ligger  i kantonen Mas-Cabardès som ligger i arrondissementet Carcassonne. År 2022 hade Miraval-Cabardes 55 invånare.

## Befolkningsutveckling
Antalet invånare i kommunen Miraval-Cabardes
Referens: INSEE